# 陳玄興
陳 玄興（ちん げんこう、Chen Xuanxing、1647年 - 1703年）は、明末清初の画家。
法祖・浄得と名乗る。日本姓は頴川氏。
潮音道海を慕って来日し、長崎に在留し画作した。また経学に通じ詩文に長けた。
延宝6年（1678年）に「釈迦雨宝孔子三教像」を徳川綱吉に献上。延宝8年（1680年）、潮音の印可を受け偈を贈られる。晩年は長崎に帰り元禄16年、死期を察知し寂斎居士と号し、「坐臥白雲間」と自書した紙帳の中で起居しまもなく没した。享年57。
その画風は長崎漢画の成立に影響した。

## 出典

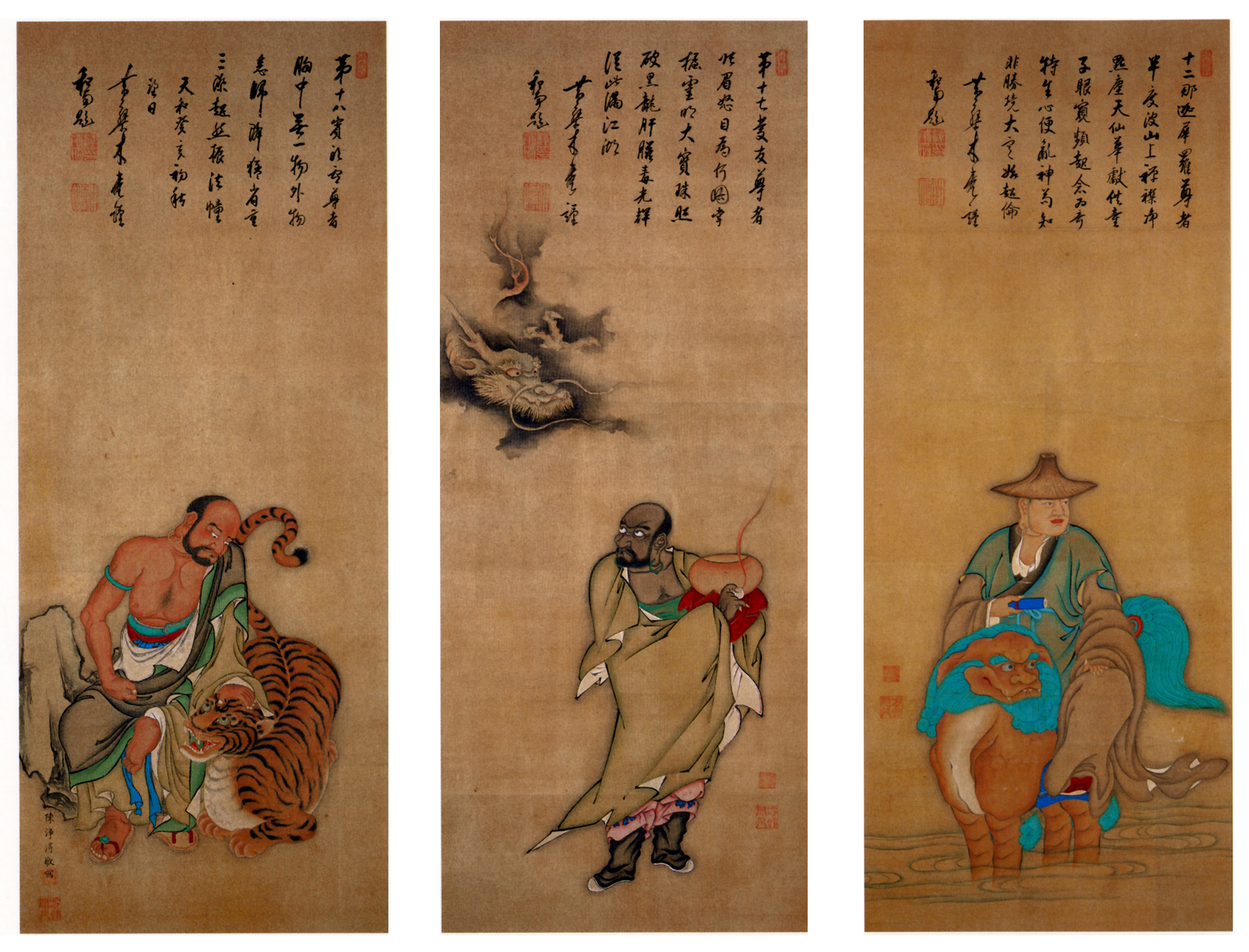
十八羅漢図 陳玄興筆 木庵賛 1683年 絹本着色 萬福寺万寿院

## 著作
- 『詩苑余草』

## 註
1. ↑  『黒瀧開山潮音禅師年譜』